# SUB-gruppen
SUB-gruppen var ett musikerkollektiv från Uppsala inom proggrörelsen.
SUB-gruppen bestod bland annat av medlemmar från grupperna Störningen och Mobben. De startade även Subverskivbolaget (SUB) och gav 1975 albumet När dom talar om fred (SUB LP7501), vilket har svenskspråkiga politiska texter om krig och militärtjänstgöring.

## Medlemmar
- Frans Mossberg (sång, gitarr, mandolin, mungiga)
- Peter Ericson (sång, gitarr, percussion)
- Ecke Forsberg (sång, bas, keyboards, klarinett, autoharpa)
- Anders Folke (sång, gitarr)
- Mats Brandemark (sång, gitarr, keyboards, gitarr, bas)
- Tommi Eriksson (sång, banjo)
- Gunnar Staland (saxofon, flöjt, gitarr)
- Sture Ekendahl (bas, munspel)
- Per Gulbrandsen (sång, trummor, keyboards)
- Olof Pettersson (trummor)
- Ann-Marie Beckman (sång)
- Birgitta Berneholm (sång)
- Susanne Birgegård (sång)
- Barbro Jonsson (sång)
- Marie Saretok (sång)
- Marianne Ågren (sång)